# Gheorghe Duțu
Gheorghe Duțu (n. 19 aprilie 1955) este un fost deputat român în legislatura 2000-2004, ales în județul Brașov pe listele partidului PSD. Gheorghe Duțu a fost membru în grupurile parlamentare de prietenie cu Republica Islamică Pakistan, Republica Coreea și Japonia.  

## Legături externe
- Gheorghe Duțu Arhivat în 25 septembrie 2021, la Wayback Machine. la cdep.ro